# La Neuville-en-Hez
La Neuville-en-Hez é uma comuna francesa na região administrativa de Altos da França, no departamento de Oise. Estende-se por uma área de 28,42 km². Em 2010 a comuna tinha 992 habitantes (densidade: 34,9 hab./km²).